# Makro
Pour l’article ayant un titre homophone, voir macro.

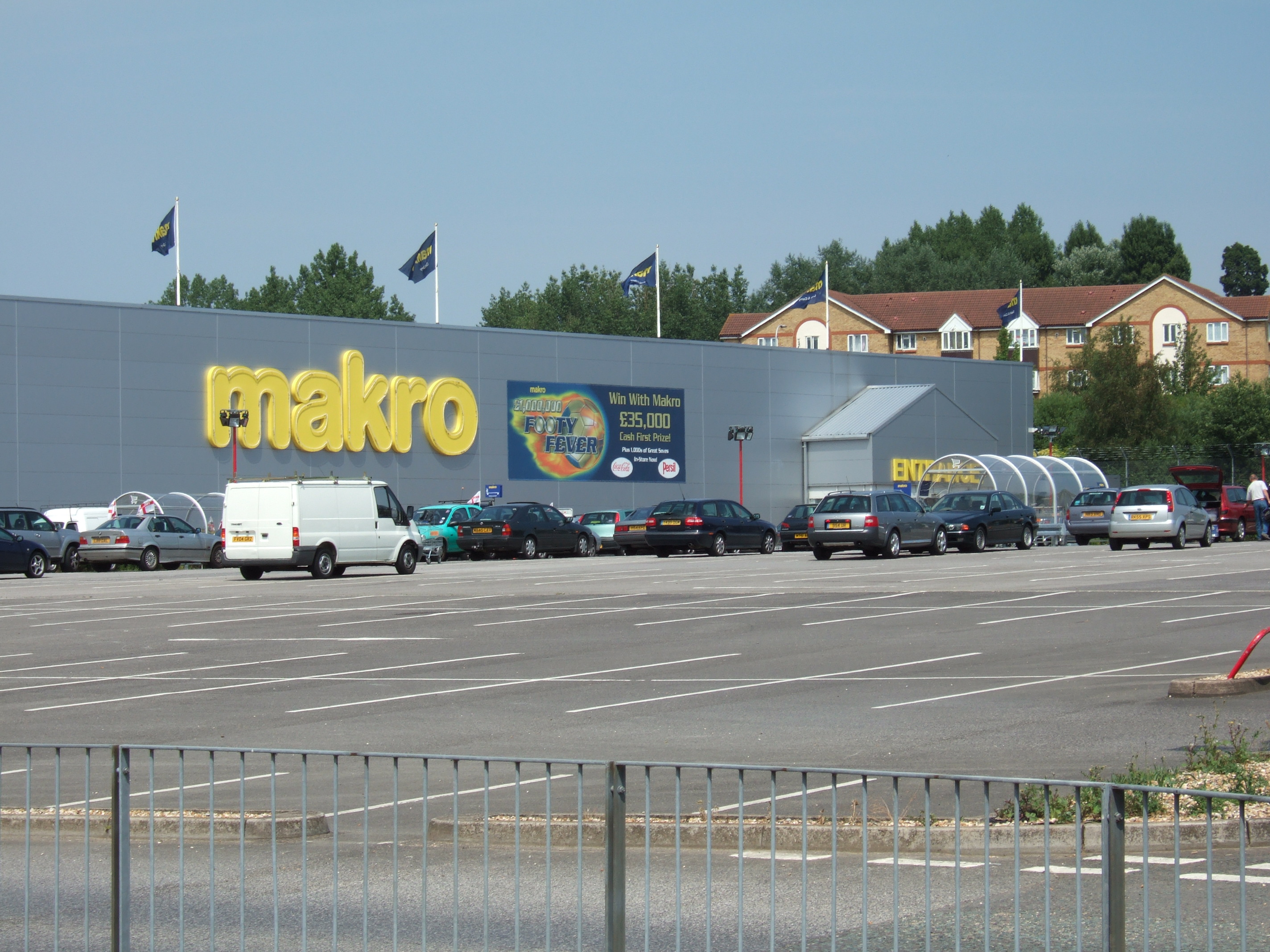
Un magasin Makro vu de l'extérieur à Reading au Royaume-Uni

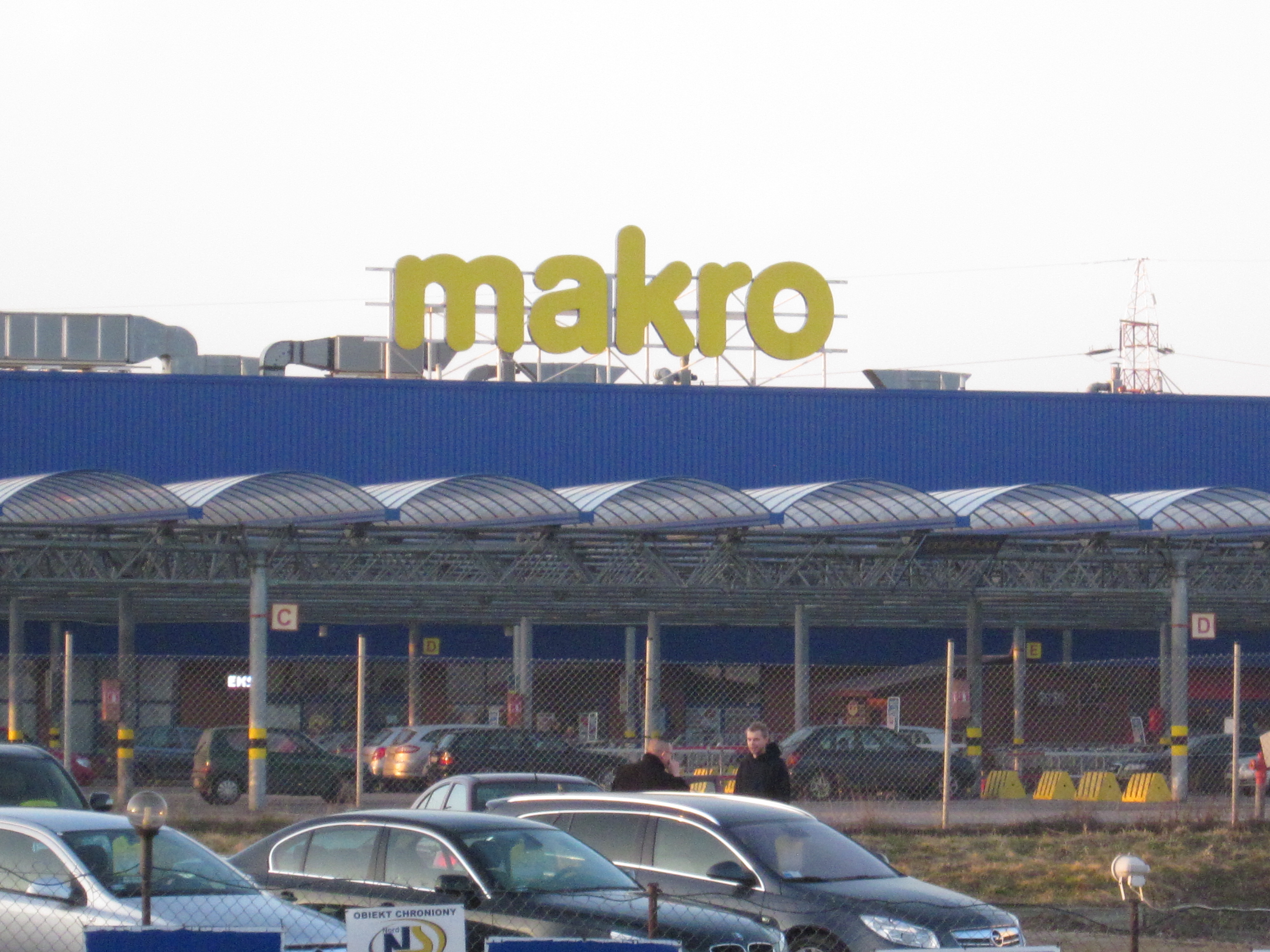
Un Makro à Białystok, en Pologne

Makro est une chaîne de magasins de libre-service de gros (cash and carry) d'origine néerlandaise, créée en 1968. L'enseigne Makro appartient en Europe au groupe allemand Metro AG et en Asie et en Amérique du Sud à SHV Holdings.
Les magasins Makro ne sont pas ouverts au public général (sauf au Brésil, au Pakistan, en Thaïlande et au Cambodge) mais réservés aux entreprises qui doivent être membres inscrits afin de pouvoir entrer dans le magasin. Makro est l'équivalent des magasins Metro.

## Histoire
En 1968, le premier magasin Makro est ouvert à Amsterdam par le groupe SHV. Quelques années plus tard Makro s'étend aux Pays-Bas, Belgique et dans d'autres pays en Europe.
En 1998, les magasins en Europe furent rachetés par l'entreprise allemande Metro AG qui est spécialisée dans le commerce de détail et commerce de gros.

Les six magasins belges Makro ferment définitivement leurs portes le 31 décembre 2022. 
Marine Lambrecht, « Les magasins Makro fermeront définitivement le samedi 31 décembre », RTBF, 19 janvier 2022 (consulté le 30 janvier 2024).

## Identité visuelle

### Logos

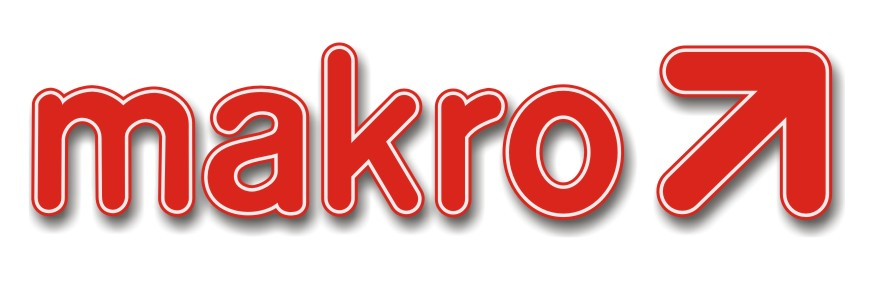
Logo de Makro depuis 1968 par SHV Holdings utilisé aujourd'hui en Amérique du Sud et en Asie. Ce logo était utilisé en Europe de 1968 à 1998
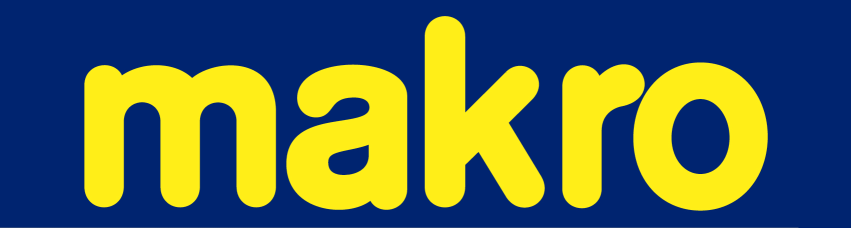
Logo de Makro utilisé en Europe par le groupe Metro depuis 1998
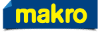
Logo utilisé depuis 2014 en Belgique (en alternance avec le logo précédent)

## Implantations

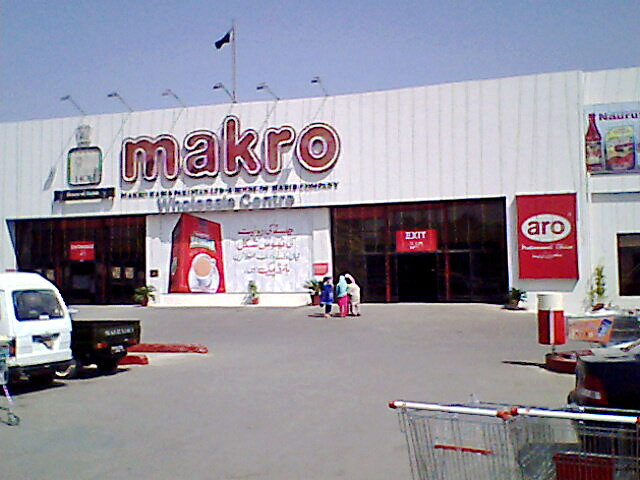
Une enseigne Makro à Karachi au Pakistan

### Dans le monde
| Pays               | 1er magasin | Nombre de magasins |
| ------------------ | ----------- | ------------------ |
| Pays-Bas           | 1968        | 17                 |
| Belgique           | 1970        | 0                  |
| Royaume-Uni        | 1971        | 30                 |
| Espagne            | 1972        | 37                 |
| Brésil             | 1972        | 78                 |
| États-Unis         | années 1980 | 0                  |
| Argentine          | 1988        | 20                 |
| Thaïlande          | 1988        |                    |
| Portugal           | 1990        | 10                 |
| Grèce              | 1992        | 12                 |
| Venezuela          | 1992        | 37                 |
| Pologne            | 1994        | 41                 |
| Colombie           | 1995        | 16                 |
| République tchèque | 1997        | 15                 |
| Pakistan           | 2005        | 5                  |
| Pérou              | 2009        | 1                  |
| Égypte             | 2009        | 2                  |
| Philippines        | -           | 0                  |
| Cambodge           |             | 2                  |

### Belgique
En 1970, le premier magasin Makro en Belgique fut ouvert à Anvers dans le district de Deurne. En décembre 2013, on trouve 6 magasins en Belgique. Depuis le 15 novembre 2022, les 6 magasins Makro étaient en liquidation, la fermeture définitive des magasins Makro est effective depuis le 30 décembre 2022, 15h00 avec une perte d'environ 1.400 emplois.  La faillite de Makro Cash& Carry Belgique a été prononcée le 10 janvier 2023. En février 2023, la Société Auctim  se charge de la vente aux enchères du matériel, équipement, mobilier, cuisines des restaurants, ... des différents Makro.  La dernière vente aux enchères est celle du magasin de Deurne qui se termine le 20 mars 2023.   La page Makro  Belgique est définitivement close.